# 114 Brygada Okrętów Obrony Rejonu Wodnego
114 Brygada Okrętów Obrony Rejonu Wodnego (114 BOORW) – morski związek taktyczny Sił Zbrojnych Federacji Rosyjskiej w strukturach Floty Oceanu Spokojnego.

## Struktura i okręty
| Okręty brygady w linii w 2008              |                |       |                 |
| Nazwa                                      | Projekt        | Numer | Uwagi           |
| 117 dywizjon okrętów obrony rejonu wodnego |                |       |                 |
| MPK-82                                     | projekt 1124M  | 375   | w linii od 1991 |
| MPK-107                                    | projekt 1124M  | 332   | w linii od 1990 |
| MT-264                                     | projekt 266M   | 738   | w linii od 1989 |
| MT-265                                     | projekt 266M   | 718   | w linii od 1989 |
| BT-325                                     | projekt 1265.0 | 586   | w linii od 1974 |
| 66 dywizjon okrętów rakietowych            |                |       |                 |
| Smercz                                     | projekt 1234.1 | 423   | w linii od 1985 |
| Razliw                                     | projekt 1234.1 | 450   | w linii od 1991 |
| Moroz                                      | projekt 1234.1 | 409   | w linii od 1991 |
| Iniej                                      | projekt 1234.1 | 450   | w linii od 1986 |